# Antillai galamb
Az antillai galamb (Patagioenas squamosa) a madarak osztályának galambalakúak (Columbiformes) rendjébe és a galambfélék (Columbidae) családjába tartozó faj.

## Rendszerezése
A fajt Pierre Joseph Bonnaterre francia természettudós írta le 1792-ben, a Columba nembe Columba squamosa néven.

## Előfordulása
A Karib-térségben, valamint az Amerikai Egyesült Államok és Venezuela területén honos. Természetes élőhelyei a szubtrópusi és trópusi síkvidéki és hegyi esőerdők, valamint városi környezet. Nem vonuló faj.

## Megjelenése
A hím testhossza 32,5–41 centiméter, a tojóé 34–39 centiméter, a testtömege 250–360 gramm. Tollazata kékesszürke. Szeme, lába és a csőre töve piros.
|  |

## Életmódja
Különféle gyümölcsökkel, bogyókkal, rügyekkel, levelekkel táplálkozik, de kisebb csigákat is fogyaszt.

## Szaporodása
Fészekalja 1-2 tojásból áll.

## Természetvédelmi helyzete
Az elterjedési területe rendkívül nagy, egyedszáma pedig növekszik. A Természetvédelmi Világszövetség Vörös listáján nem fenyegetett fajként szerepel.